# Закон о гражданстве Бутана (1958)
Закон о гражданстве Бутана (1958 год) (англ. Bhutanese Citizenship Act of 1958) — указ короля Джигме Дорджи Вангчука, которым устанавливается определение гражданина Бутана. Закон изменён в 1977 году, а затем 10 июня 1985 года заменён принятием нового Закона о гражданстве Бутана.

## Положения Закона
В преамбуле и первых двух статьях Закона описывается его действие, в виде серии изменений содержания предыдущего законе о гражданстве. В нём также говорится, что король Джигме Дорджи Вангчук принял Закон при согласовании с советом королевских советников, народом Бутана и монастырского органа. Они также определяют его название и юрисдикцию — Королевство Бутан.

## Гражданин Бутана
Третья статья Закона предусматривает предоставление гражданства Бутана жителям, чьи отцы являются гражданами Бутана, и детям, родившимся где-либо после вступления в силу Закона, чьи отцы являются гражданами Бутана на момент рождения ребенка. Это положение является примером законодательства о гражданстве, основанного на принципе «Jus sanguinis» (по праву крови или отцовства). Положения этой статьи предусматривают получение гражданства только на условиях, указанных в законе.

## Получение гражданства
Четвёртая статья Закона устанавливает условия для получения гражданства. Иностранцы, достигшие совершеннолетия и имеющие право выбора, могут подать заявление должностному лицу, назначенному королем, дать клятву верности «в соответствии с правилами, установленными должностным лицом» и быть зачисленными в качестве граждан Бутана. Право на получение гражданства требует, чтобы соискатели проживали в Бутане в течение пятнадцати лет и имели в собственности сельскохозяйственные угодья в пределах королевства.
Получение гражданства также доступно для жён граждан Бутана, для чего необходимо подать заявление соответствующему должностному лицу и принести присягу на верность, при условии что они достигли совершеннолетия и имеют право на выбор гражданства. 
Те, кто лишён, отказался или утратил гражданство Бутана, не может снова стать гражданином Бутана, только в случае, если король не даст своего согласия. Данное положение статьи Закона указывает на высокую степень осмотрительности, особенно на исполнительном уровне, при предоставлении гражданства Бутана.
Пятая статья Закона предусматривает основной процесс принятия гражданства, а также дополнительные условия. Иностранцы, которые подают заявление королю, могут получить Свидетельство о гражданстве Бутана при условии, что они удовлетворительно проработали на государственной службе не менее пяти лет в дополнение к требованию о проживании в течение десяти лет. После получения сертификата заявители могут принять присягу «в соответствии с правилами, установленными правительством» для регистрации в качестве гражданина Бутана. Заявители могут получить Свидетельство о гражданстве при условии, что, по мнению Короля Бутана, их поведение и служба в качестве государственного служащего являются удовлетворительными. Положения этой статьи показывают большую степень осмотрительности на самых высоких уровнях государственного управления в предоставлении гражданства Бутана.

## Утрата гражданства
Шестая статья Закона предусматривает основания для прекращения гражданства: граждане Бутана, которые приобретают гражданство иностранного государства в котором они проживают; которые отказались от гражданства Бутана, поселившись за границей; которые утверждают, что являются гражданами иностранного государства или дают клятву верности этой стране; которые получили гражданство Бутана, но с тех пор оставили свои сельскохозяйственные угодья или перестали проживать в Бутане; которые являются добросовестными гражданами, но прекратили проживать в Бутане или не соблюдали законы Бутана — лишаются гражданства Бутана. Это положение подчеркивает необходимость постоянного проживания в Бутане для необходимости сохранения гражданства Бутана.
Седьмая статья Закона определяет дополнительные основания лишения гражданства. Например правительство может аннулировать Свидетельство о гражданстве, при получении которого представлена ложная информация или недомолвки в значимых фактах. Правительство также может лишить гражданства без предварительного уведомления, если гражданин участвует в действиях или выступает против короля или народа Бутана; если гражданин ведёт дела, переписывается или помогает врагам во время войны; если гражданин находится в какой-либо стране в течение более одного года в течение пяти лет после получения гражданства Бутана.

## Дополнительные положения
Восьмая статья Закона предусматривает, что Король может утверждать дополнительные условия в отношении гражданства, если это необходимо для реализации Закона. Эта статья также иллюстрирует высшую степень свободы действий и полномочий, которыми наделён король, включая его полномочие вносить специальные изменения в закон. Девятая статья предусматривает, что этот закон заменяет все предыдущие законы, правила и положения, постановления, касающиеся приобретения и прекращения гражданства Бутана.

## Поправки 1977 года
Закон о гражданстве 1958 года изменён королевским правительством Бутана в 1977 году посредством внесения серии поправок под названием «Закон о предоставлении гражданства в Бутане». Поправки 1977 года внесли изменения в существенные и процедурные условия законодательства о гражданстве Бутана, уточнив роль Министерства внутренних дел. Поправки ввели дополнительные условия и процедуры для принятия гражданства, а именно, увеличение срока проживания. Они также уточнили статус некоторых добросовестных граждан Бутана за границей и уточнили требования и процедуры, касающиеся регистрации переписи. Поправки также предусматривают такие условия прекращение гражданства как получение штрафа за мятеж.

### Приобретение гражданства
В статье KA (ཀ) требование проживать на территории для получения гражданства увеличено до 15 лет для лиц, находящихся на службе в правительстве Бутана, и до 20 лет для всех остальных заявителей. Кроме того, иностранцы обязаны продемонстрировать «некоторые знания» об истории Бутана в письменном и устном виде, чтобы обратиться в Министерство внутренних дел. После расследования министерство направляет заявление в Королевское правительство.
Статья KHA (ཁ) устанавливает полномочия по предоставлению или отклонению заявок исключительно королевскому правительству, и указывает что выполнение всех условий не гарантирует получение гражданства заявителем. Эта статья также устанавливает запрет на двойное гражданство, получение гражданства преступниками и получение гражданства лицами, «связанными с любым лицом, причастным к действиям против народа, страны и короля».
Эта статья кодифицирует особую клятву гражданина, которая подтверждает верность одному королю, обязуется соблюдать закон и «соблюдать все обычаи и традиции народа Бутана». Клятва обещает «не совершать никаких действий против страны, народа и короля». Затем клятва торжественно произносится во имя Еше Гоемпо и обещается служить стране наилучшим образом.
Следующая статья, GA (ག), предусматривает получение получение Специального гранта гражданства для иностранных граждан с «особой или чрезвычайной квалификацией», временно не рассматривающая выполнение всех условий получения гражданства, за исключением принесения присяги. Это — существенный и процедурный отход от первоначального Закона 1958 года.
Статья NGA устанавливает для граждан, уехавших из Бутана и возвратившихся, подавших заявление для получения гражданства, прохождение «испытательного срока в течение не менее двух лет». Если заявитель успешно проходил испытательный срок, то гражданство предоставляется при условии что гражданин «не совершил каких-либо действий против королевства». 
Статья CHHA (ཆ) требует, чтобы все дети отцов-граждан Бутана были зарегистрированы в официальном отчете в течение одного года после рождения, независимо от того, родились они в Бутане или за его пределами.

## Наказание за нарушения
Единственным наказанием является лишение гражданства. Статья TA (ཏ) повторяет положения Закона 1958 года, который предусматривает наказание всех граждан, которые «причастны к действиям против короля или выступают против королевского правительства, или связаны с людьми, причастными к действиям против королевского правительства» лишением гражданства.